# Aleksandras Balčiauskas
Aleksandras Balčiauskas (ur. 5 października 1907 w Pompianach, zm. 24 stycznia 1952 w Birżach) – litewski duchowny kalwiński, kapelan ewangelicko-reformowany przy armii litewskiej (1940).
W 1927 roku ukończył gimnazjum w Poniewieżu, później studiował teologię protestancką na Uniwersytecie Witolda Wielkiego (1927-1931). W 1931 roku został ordynowany na diakona, rok później na duchownego kalwińskiego.
W 1931 roku założył w Birżach stowarzyszenie młodzieży ewangelickiej „Radvila” i do 1940 roku stał na jego czele. Pracował jako duchowny w Birżach, Szwabiszkach i Kownie. W 1940 roku został na krótko kalwińskim kapelanem przy wojsku litewskim.
Współpracował przy wydawaniu czasopisma religijnego „Giesmyno”. Do 1952 roku pełnił godność zwierzchnika kalwińskiej parafii birżańskiej.